# Euchromius bleszynskiellus
Euchromius bleszynskiellus là một loài bướm đêm trong họ Crambidae.